# Head Stunts

Head Stunts (2008) est le quatrième album des Datsuns, produit par les musiciens eux-mêmes.
Il a été enregistré en Suède.
Cet album a la particularité d'être le premier album des Datsuns enregistré avec leur nouveau batteur, Ben Cole.

Le titre Highschool Hoodlums sert d'accompagnement musical à une scène d'assaut policier dans l'épisode 2-01 de la série télévisée américaine Castle en 2009.

## Liste des titres
1. Human Error – 2 min 17 s
2. Hey! Paranoid People! (What's in your Head?) – 2 min 34 s
3. Your Bones – 2 min 28 s
4. Ready Set Go! – 3 min 02 s
5. Yeah Yeah Just Another Mistake – 3 min 06 s
6. Eye of the Needle – 5 min 52 s
7. So Long – 2 min 07 s
8. Cruel Cruel Fate – 3 min 18 s
9. Highschool Hoodlums – 2 min 32 s
10. Cry Crybaby – 2 min 38 s
11. Pity Pity Please – 3 min 29 s
12. Somebody Better – 7 min 59 s